# Gymnanthula
Genre
Gymnanthula est un genre de cnidaires anthozoaires de la famille des Botrucnidiferidae.

## Liste des espèces
Selon World Register of Marine Species (09 janvier 2023) :
- Gymnanthula sennai (Calabresi, 1927)

## Systématique
Le nom valide complet (avec auteur) de ce taxon est Gymnanthula Leloup, 1964.